# Universität Akureyri
Die Universität Akureyri (isländisch Háskólinn á Akureyri) ist eine der vier staatlichen isländischen Universitäten. 
Die im September 1987 gegründete Universität befindet sich in Akureyri im Norden Islands. Sie hat rund 170 Mitarbeiter und 1800 Studenten.
Die Universität gliedert sich in vier Fakultäten mit den Schwerpunkten Betriebswirtschaft und angewandte Naturwissenschaft, Erziehungswissenschaften, Gesundheitswissenschaften sowie Rechts- und Sozialwissenschaften.